# 春雨ヌードル

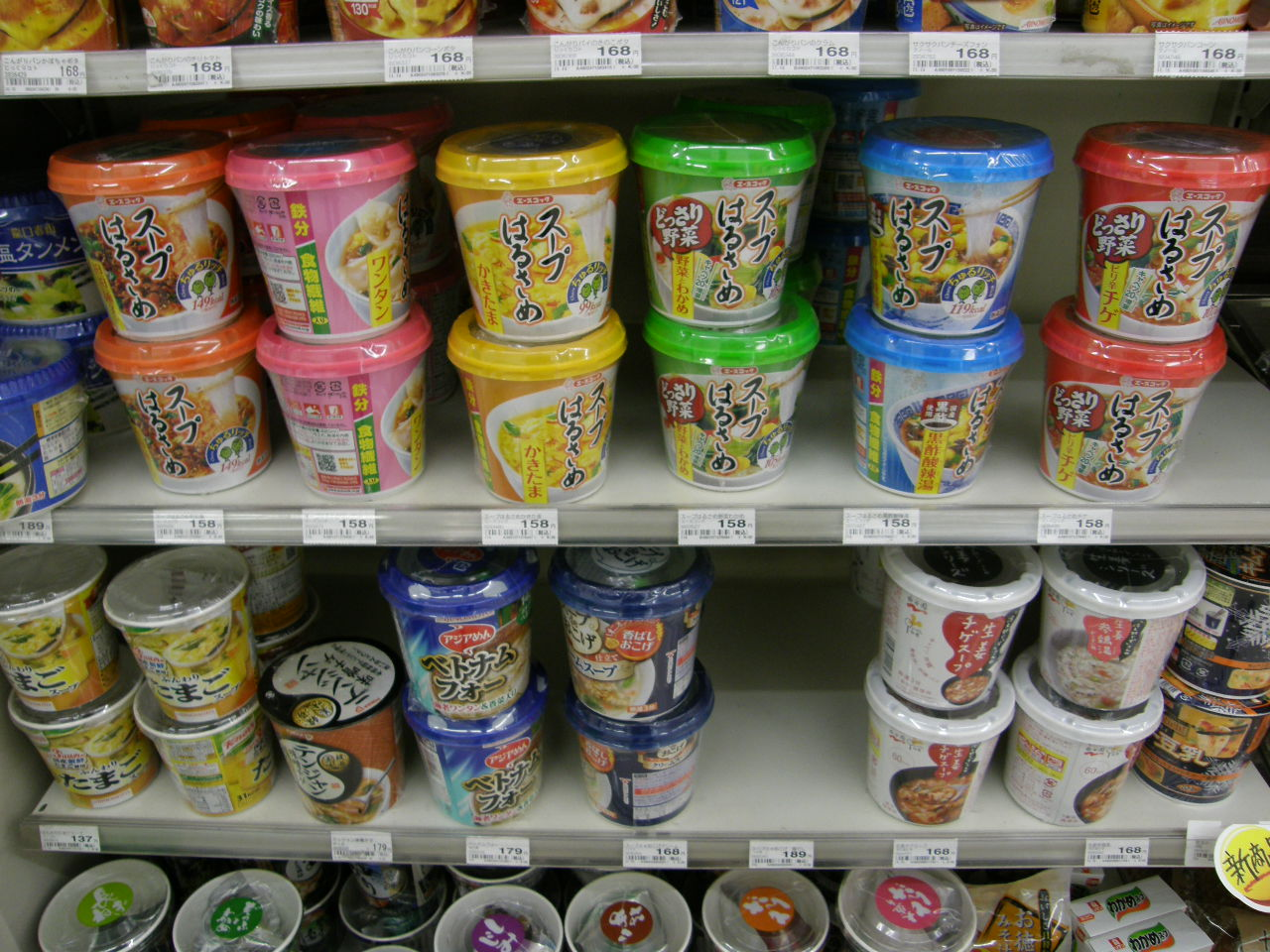
カップ入りタイプ

春雨ヌードル（はるさめヌードル）は、春雨をスープの中に入れた麺料理の1種である。しばしば熱湯を注いで数分待つだけで完成するインスタント食品としても販売される。スープ春雨や春雨スープなどと呼ばれることもある。

## 概要
春雨ヌードルに使われる春雨は、緑豆、ジャガイモ、サツマイモなどから採取したデンプンを原料として作られる乾麺である。一般的な麺の原料としては小麦粉がよく知られているが、小麦粉で作った麺よりも春雨の方が、カロリーが低い。なお、JAS（日本農林規格）の基準においては「ヌードル」は「麺類」に含まれない（日本即席食品工業協会で『小麦粉またはそば粉を原料とするものを「麺類」と呼ぶ』と定義されているため）。

## カロリー
緑豆デンプンを原料とした春雨の100g当りのエネルギーは345kcal（1443KJ）であるのに対し、小麦粉を原料としたうどんを乾燥させて作った乾麺（干しうどん）の100g当りのエネルギーは358kcal（1498KJ）、同じく小麦粉を原料とした中華麺（ラーメン）を乾燥させて作った乾麺（干し中華麺）の100g当りのエネルギーは369kcal（1544KJ）である。
さらに、インスタント食品となった時、小麦粉を原料とした麺は、しばしば油で揚げられる。この油で揚げた乾燥中華麺（一般的なインスタントラーメンの麺）の100g当りのエネルギーは497kcal（2079KJ）である。これに対して春雨は、インスタント食品となっても油で揚げられることはないため、100g当りのエネルギーは変わらず、345kcal（1443KJ）のままである。

## コンビニにおける販売形態
コンビニエンスストアでは、競争が激しいカップ麺の棚ではなく、スープの棚に置くことで、インスタント食品のカップ春雨はその地位を確立してきた。
それにより、今までカップ麺コーナーに入っていくことに抵抗があった女性層にも受け入れられたという見解もある。
なお、カップ春雨を総称として扱い、フォーやビーフンなどを原材料としたカップのライスヌードルも、その定義に含む場合がある。